# Gymnaestrada 2019
Die Gymnaestrada 2019, auch Weltgymnaestrada 2019 (offiziell: 16th World Gymnaestrada 2019 Dornbirn) fand vom 7. bis zum 13. Juli 2019 zum zweiten Mal in Dornbirn, Vorarlberg statt. Unter dem Motto "Come together. Show your colours!" wurden bis zu 20.000 Sportler aus über 60 Nationen erwartet.
Die Weltgymnaestrada wird alle vier Jahre von der FIG (Fédération Internationale de Gymnastique) ausgerichtet. Diese Weltturnspiele haben keinen Wettkampfcharakter, sondern bieten seit 1953 Sportlern aus aller Welt die Möglichkeit, sich und ihr Können eine Woche zu präsentieren. Die Gymnaestrada wurde 15 Mal in Großstädten ausgerichtet. Dornbirn, Vorarlberg ist mit den Veranstaltungen der Jahre 2007 und 2019 neben Berlin (1975/1995) die zweite Region, in der die Weltgymnaestrada zum zweiten Mal stattfindet.

## Das Motto
Der erste Bestandteil des Mottos, come together, spielt zum einen auf das Motto der Welt-Gymnaestrada Dornbirn 2007 (come together. be one.) an und erinnert dabei an die äußerst positiv aufgenommene Veranstaltung 2007. Zum anderen steht er für die Einladung zum Zusammenkommen aller Nationen, Gruppen und Zuseher zu einem großen Fest des Turnsports.
Im zweiten Mottoteil, show your colors, wird auf die Vielfalt und Farbenfreude der weltweiten Turngemeinde angespielt. Wörtlich übersetzt bedeutet es »Farbe bekennen« oder »Flagge zeigen« – weiter interpretiert ist es eine Aufforderung an Teilnehmer: »zeigt was ihr könnt« oder »zeigt uns eure bunten Shows« – eine Aufforderung an die Gesamtheit aller Gymnaestrada-Teilnehmer: »zeigt eure Vielfalt« oder »macht dieses Fest farbenfroh« – und eine Aufforderung für das Organisationsteam, alle Helfer und alle Vorarlberger: »zeigt der Welt eure Gastfreundschaft und Freude am Besuch aus aller Welt und an diesem Fest!«

## Veranstaltungen
- Eröffnung: ursprünglich geplant für Sonntag, 7. Juli 2019, 16.00 Uhr, Stadion Birkenwiese, Dornbirn, wetterbedingt verschoben auf 10. Juli 2019[1]
- Gruppenvorführungen: Montag, 8. Juli bis Freitag, 12. Juli, Messequartier Dornbirn
- Großgruppenvorführungen: Dienstag, 9. Juli bis Freitag, 12. Juli, Casino Stadion, Bregenz
- Stadtaufführungen: Montag, 8. Juli bis Freitag, 12. Juli, in acht Städten und Marktgemeinden Vorarlbergs: Bregenz, Höchst, Wolfurt, Lustenau, Hohenems, Götzis, Rankweil und Feldkirch.
- Nationale Vorführungen: Montag, 8., Dienstag, 9. und Donnerstag, 11. Juli, Messequartier Dornbirn, Messestadion und Messehalle neu
- Dornbirn Special: Mittwoch, 10. Juli, Stadion Birkenwiese, Dornbirn
- FIG Gala: Freitag, 12. Juli und Samstag, 13. Juli,  Messequartier Dornbirn, Messestadion
- Abschluss: Samstag, 13. Juli, Stadion Birkenwiese, Dornbirn

## Veranstaltungsorte
Das Herzstück der Weltgymnaestrada war das Messequartier Dornbirn. Hier fanden alle Gruppenvorführungen, die Nationalen Vorführungen und die FIG Gala statt. Im Stadion Birkenwiese in Dornbirn gab es die Eröffnungs- und Abschlussveranstaltung sowie das Dornbirn Special der Weltgymnaestrada 2019. Die Großgruppenvorführungen wurden im Casino Stadion in Bregenz abgehalten. Zusätzlich wurden in acht verschiedenen Städten und Marktgemeinden Vorarlbergs Außenbühnen aufgebaut. Somit fanden die Shows der Turn-Gruppen neben dem Zentrum in Dornbirn auch über das ganze Rheintal verteilt statt; diese dezentralen Gruppenvorführungen sind ein Alleinstellungsmerkmal der Gymnaestrada in Vorarlberg und ergaben einen direkten Kontakt großer Teile der Einwohner Vorarlbergs mit den Aktiven des Welt-Turnfests.

## Nationendörfer
Rund 20 Gemeinden Vorarlbergs waren bei der Gymnaestrada "Nationendörfer". Als Organisatoren und Gastgeber fungierten großteils die Turnvereine der Vorarlberger Turnerschaft. Zwei Drittel der Teilnehmer waren in den Schulen der Nationendörfer einquartiert. Einzelne Nationendörfer waren dabei Quartier für eine oder mehrere Gast-Nationen. Das Konzept der Nationendörfer war eine Besonderheit der Gymnaestrada 2019, die in einer Region und nicht in einer einzelnen Großstadt stattfand. Es wurde auch versucht Teilnehmer von 2007 wieder in denselben Nationendörfern unterzubringen.